# Ууґла
У́уґла (ест. Uugla küla) — село в Естонії, у волості Ляене-Ніґула повіту Ляенемаа.

## Населення
Чисельність населення на 31 грудня 2011 року становила 40 осіб.

## Географія
Поблизу населеного пункту проходить автошлях 17 (Кейла — Хаапсалу), від якого до села веде дорога 16102 (Ору — Таґавере).

## Історія
До 27 жовтня 2013 року село входило до складу волості Ору.

## Пам'ятки
- Маєток Ууґла (Uugla mõis)
- Стародавнє поселення (Uugla asulakoht)
- Кам'яна могила (Uugla kivikalme)